# Peatling Magna
Peatling Magna – wieś w Anglii, w hrabstwie Leicestershire, w dystrykcie Harborough. Leży 12 km na południe od miasta Leicester i 133 km na północny zachód od Londynu. W 2001 miejscowość liczyła 194 mieszkańców.